# Caius Julius Caesar Vipsanianus
Pour les articles homonymes, voir Iulius Caesar.
Caius Julius Caesar Vipsanianus (né en 20 av. J.-C. - mort le 21 février 4) est un petit-fils et un héritier présomptif de l'empereur romain Auguste. Il est comblé d'honneurs dès son adolescence, titré prince de la jeunesse puis consul à 20 ans seulement. Il mène des interventions militaires en Arménie, mais succombe des suites d'une blessure à 23 ans.

## Biographie
Caius est le fils aîné de Julia, fille unique d'Auguste, et de Marcus Vipsanius Agrippa, né en 20 av. J-.C.. Son frère Lucius et lui sont adoptés à leur naissance par leur grand-père Auguste, qui souhaite ainsi assurer sa succession, tandis que leur père biologique devient leur tuteur, se chargeant de leur formation. Né dans la gens Vipsania, il entre ainsi dans la gens Julia et prend le nom de Caius Julius Caesar, auquel il ajoute son ancien nom gentilice Vipsania, prolongé du suffixe ianus. Son père naturel meurt en 12 av. J.-C., tandis que sa mère Julia est exilée en 2 av. J.-C. en raison de son inconduite.
En 5 av. J.-C., puis en 2 av. J.-C., Auguste revêt le consulat pour présenter officiellement au Sénat Caius et Lucius, respectivement âgés de quinze et douze ans, les fait saluer par les chevaliers sous le titre de « princes de la jeunesse » (principes iuventutis) et les fait désigner pour le consulat cinq ans à l'avance. Les chevaliers leur offrent des lances et des boucliers honorifiques d'argent, tandis que les sénateurs les invitent à assister à leurs réunions,.

Monnaies dédiées aux princes de la Jeunesse
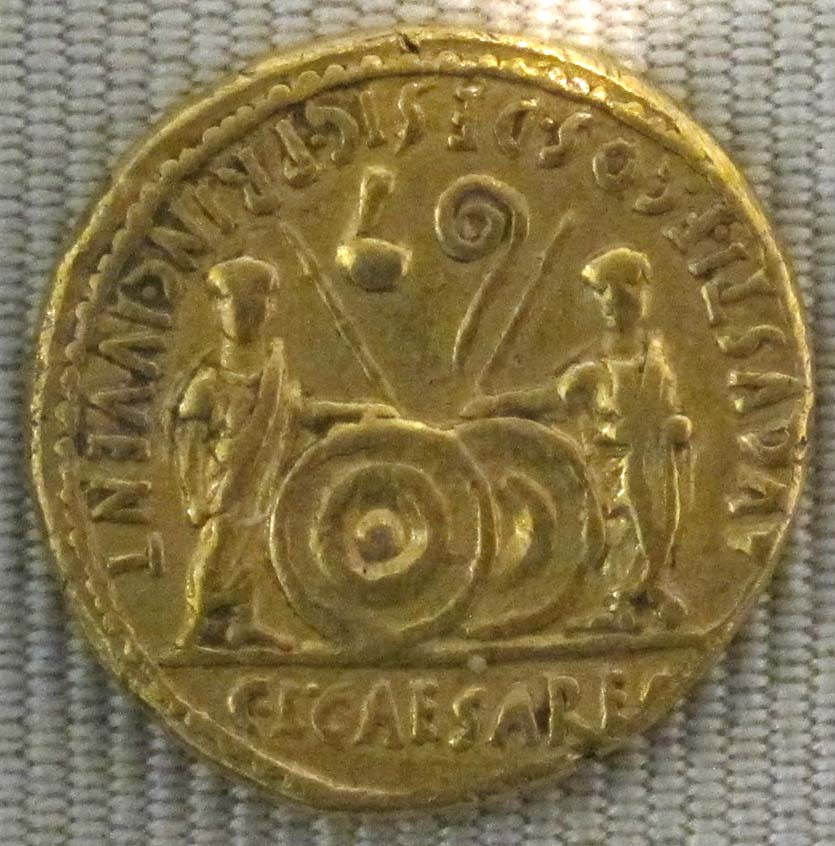
Aureus frappé à Lugdunum.
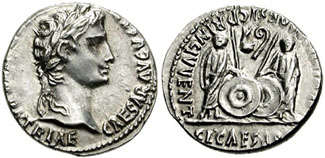
Denier frappé à Lugdunum.
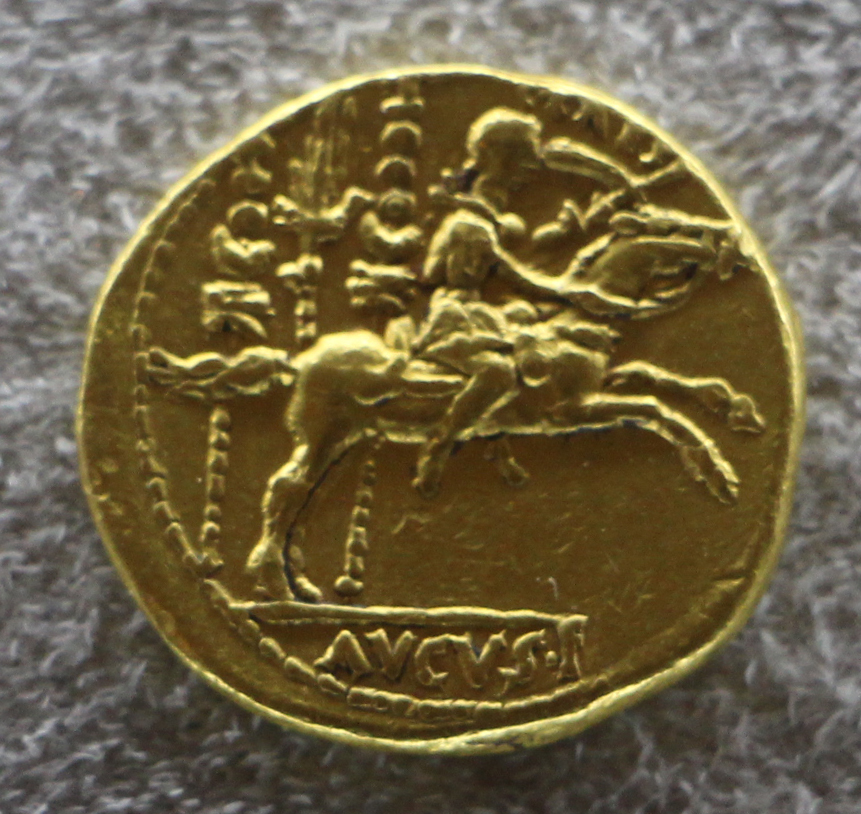
Le fils d'Auguste à cheval AVGVS(ti) F(ilio)

Au cours du deuxième voyage d'Agrippa en Orient, des statues et des bustes leur sont dédiés à Delphes, à Thespies, à Mégare, à Sestos et à Kéramos. Une inscription d'Acerra évoque le temple qui leur est élevé, en tant que héros portant le nom d'Auguste. À Nîmes, Le temple dit la « Maison Carrée » est édifié en leur honneur. À Rome même, un portique sur le Champ de Mars leur est également dédié.
En 2 av. J.-C., Caius et Lucius président les jeux qui accompagnent la dédicace du temple de Mars vengeur, inauguré par Auguste.
En 1 av. J.-C., Caius est comme prévu consul éponyme, malgré son jeune âge. Il est mis à la tête d'une armée qu'il commande au nom d'Auguste en Arménie, pour contrebalancer l'influence des Parthes sur ce pays, et installer un roi favorable à Rome. En 1 av. J.-C., il est marié avec Livilla, fille de Nero Claudius Drusus et d'Antonia Minor. L'année suivante, il est encore au Moyen-Orient et guerroie en Arménie.
Cependant, les projets de succession de leur grand-père ne se réalisent pas : son frère Lucius meurt en 2 à Marseille et Caius décède en 4 ap. J.-C., à l'âge de 23 ans. Selon Dion Cassius, après avoir été grièvement blessé à Artagira durant sa campagne en Arménie, il décide de vivre retiré en Syrie où, toujours d'après Dion, il aurait connu une déchéance physique et psychologique à l'annonce de la mort de son frère. Auguste le presse de rentrer en Italie, et c'est au cours de ce voyage qu'il trouve la mort, faisant escale à Limyra en Lycie. Ses restes sont ramenés à Rome, et placés dans le mausolée construit par Auguste. Un cénotaphe est élevé en son honneur, et un autre à Pise accompagné d'un arc au futurus Augusti successor.

Statues et buste de Caius César
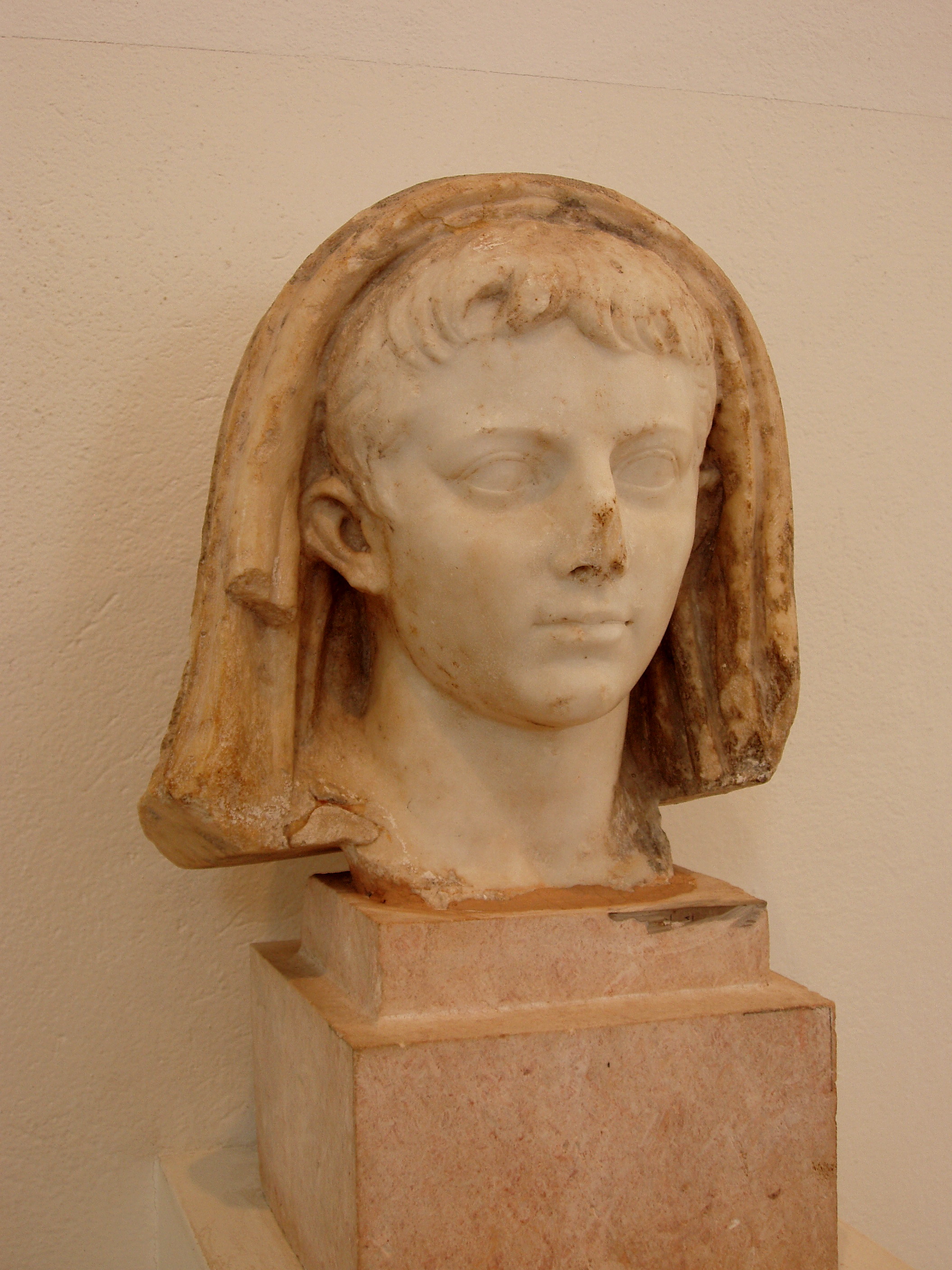
Buste de Caius Caesar enfant, musée nationale de Carthage
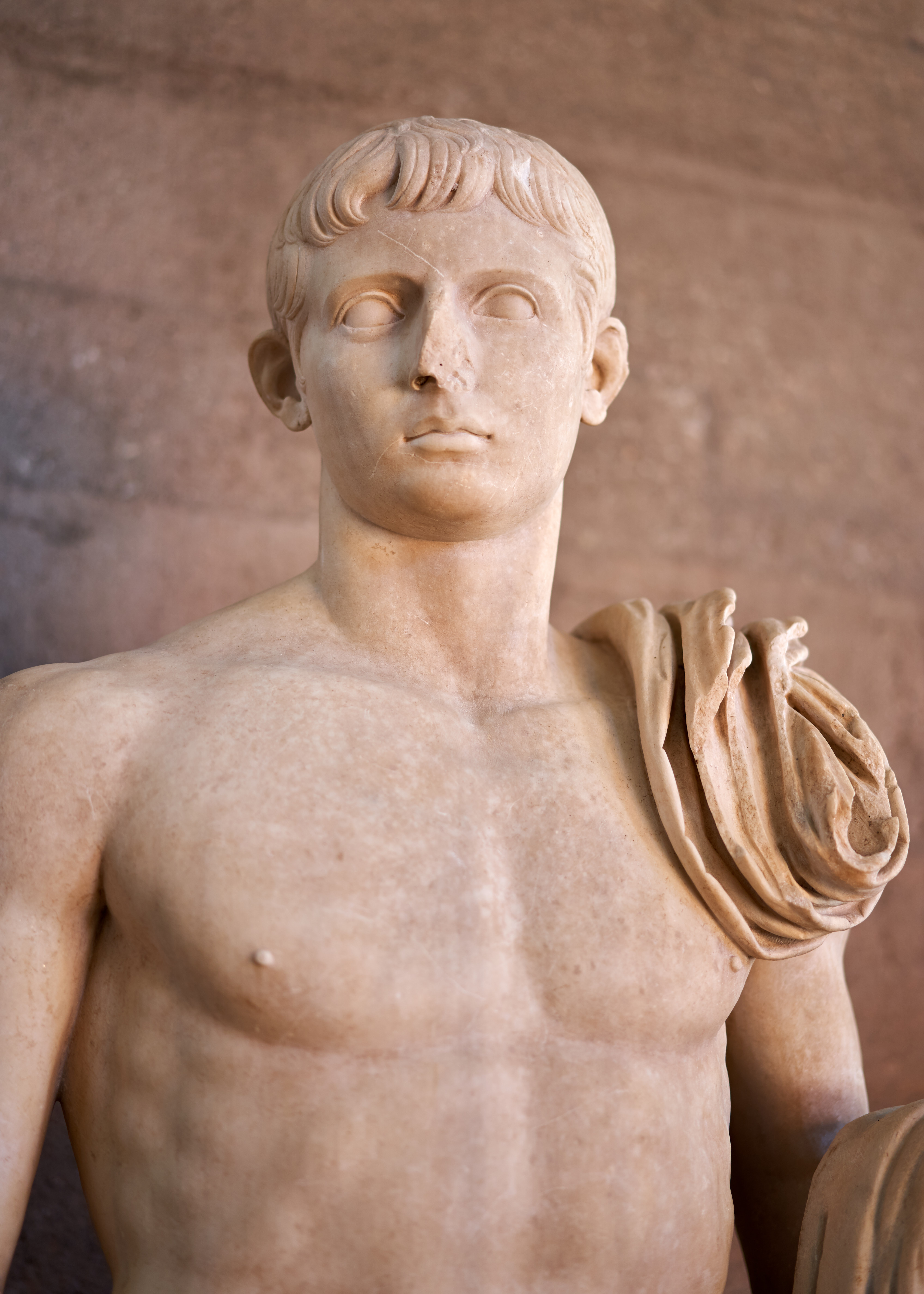
Statue de Caius, trouvée à la basilique julienne de Corinthe.
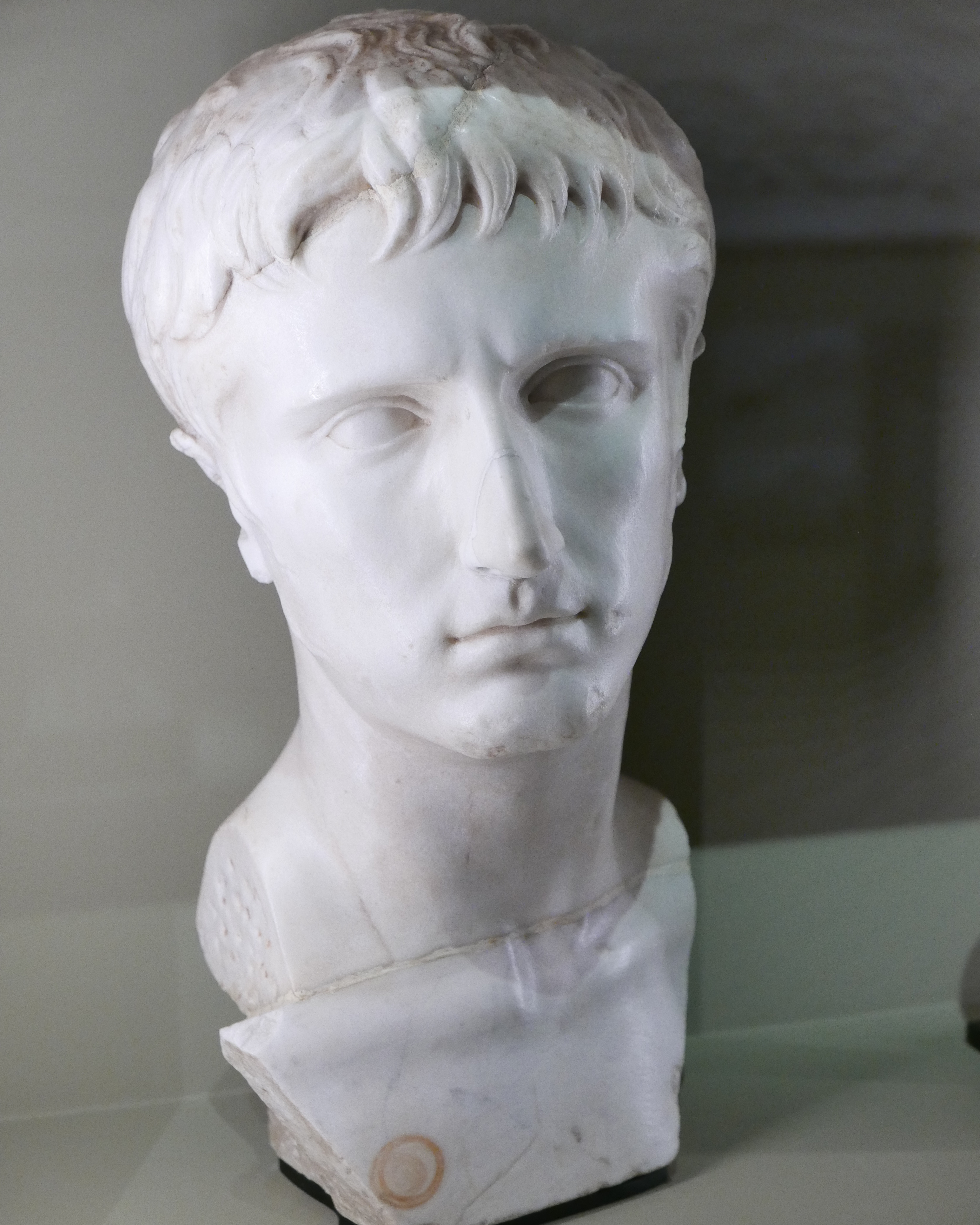
Buste de Caius, Nimes.
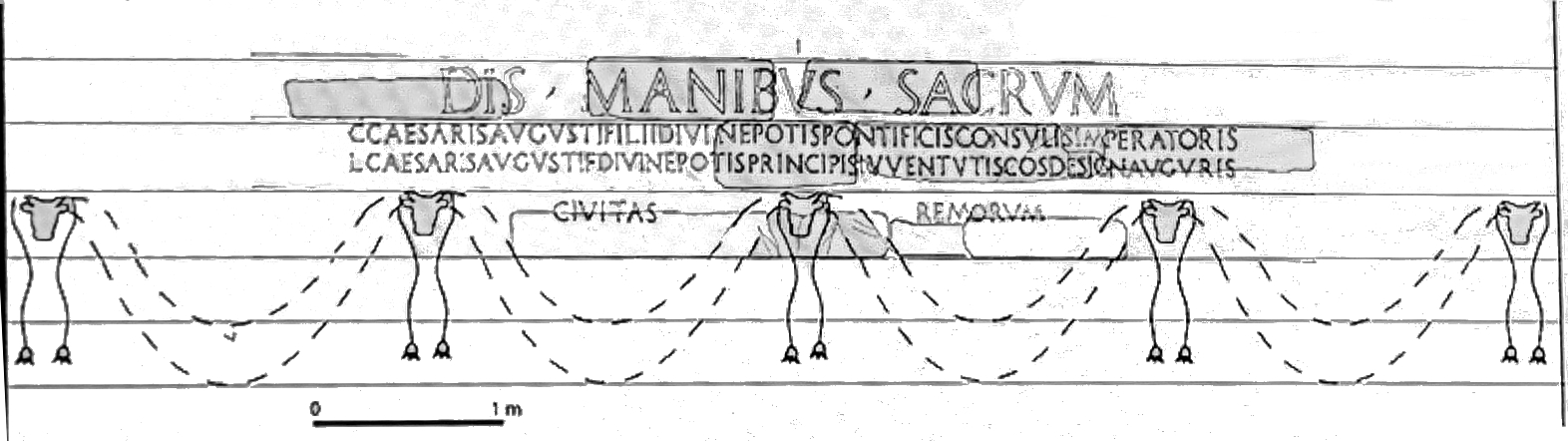
Cénotaphe aux princes de la jeunesse de Durocortorum (Gaule belgique).